# Christiaan Sgroten

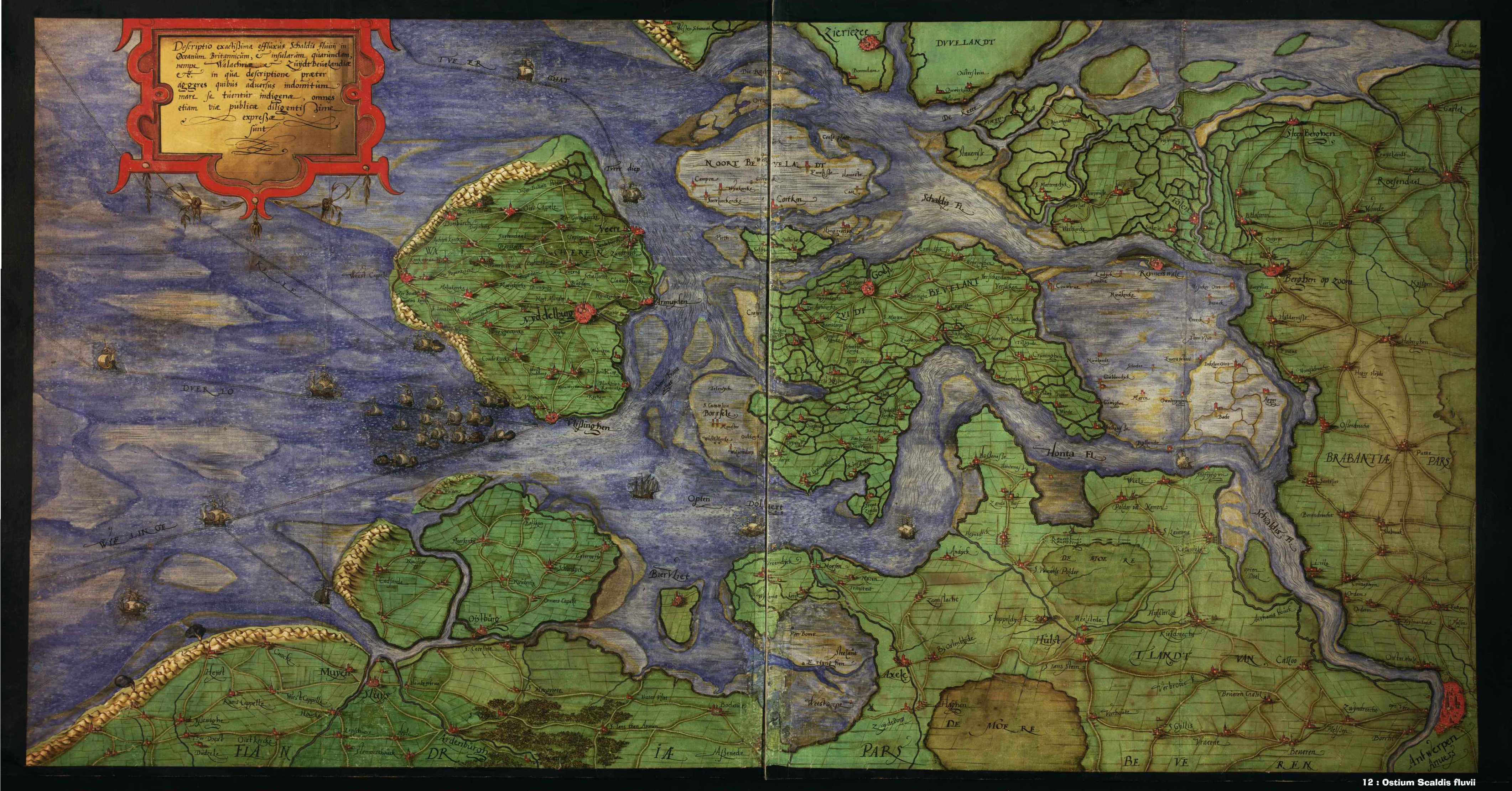
Scheldemonding rond 1573 uit de Brusselse atlas

Christiaan Sgro(o)ten (ook Schrooten, Schrot, Schrott, s'Grootens, Sgrothenthum, Sgrootenus etc.), (Sonsbeck tussen Geldern en Xanten, ca.1525- Kalkar, 1603) was een Nederlands cartograaf.

## Biografie
Christian Sgrothen werd geboren in Sonsbeck als zoon van de notaris en stadsschrijver Peter Sgrothen, die vermoedelijk uit Brabant stamde. Hij werkte als schilder en cartograaf in Kalkar aan de Nederrijn, waar hij in 1548 het burgerrecht verwierf en omstreeks 1553 een huis aan de markt kocht. Hier huwde hij de herbergiersdochter Agnes van Bedber. Uit dit huwelijk zijn twee kinderen bekend.
Omstreeks 1555 begon hij met de kartering van het gebied van de Nederrijn. In 1557 vervaardigde hij een later in druk uitgekomen kaart van Gelderland. Op 2 december van dat jaar werd hij aangesteld tot hofcartograaf (Geographus Regiae Maiestatis Hispaniae) van koning Filips II. De regering in Brussel gaf hem aanvankelijk de opdracht om alle provincies, gewesten en steden die behoorden aan de Spaanse kroon, met de grenzen en buurgewesten in kaart te brengen, waarvoor Sgrothen de hele regio doorkruiste. In 1568 begon hij met zijn hoofdwerk, het in kaart brengen van het Duitse Rijk. Dit werd vastgelegd in twee atlassen uit de jaren 1572/73 en 1592, die nooit gepubliceerd zijn.
Sgro(o)ten stierf in 1603 en werd begraven in de Dominicanenkerk van Kalkar.

## Atlassen
De eerste van beide atlassen, voltooid in 1573, bevindt zich tegenwoordig in de Koninklijke Bibliotheek van België.
In 2007 werd een restauratie ingezet die in 2009 is voltooid.
De atlas bevat 38 kaarten van de Europese regio’s, gaande van Ierland tot Oostenrijk.
De tweede uit 1592 is te vinden in de Biblioteca Nacional te Madrid.
Deze atlas bevat naast de kaarten die ook in de eerdere uitgave te vinden zijn ook kaarten van andere delen van de wereld.
Als bron voor het werk van Sgro(o)ten kan men de kaarten en plattegronden van Jacob van Deventer niet buiten beschouwing laten. Er werden correcties en verduidelijkingen op aangebracht naar aanleiding van eigen opmetingen en beschikbare wegbeschrijvingen. Zodoende bezitten de kaarten in beide atlassen een grote mate van nauwkeurigheid.
De volgende reproductie-uitgaven zijn bekend:
- Kaarten van de Nederlanden. Uitgegeven onder auspiciën van het Koninklijk Aardrijkskundig Genootschap. Met een inleiding van 11 pagina’s van S.J. Fockema Andreae & B. van ’t Hoff. Leiden, Brill, 1961. Met 21 z/w facsimile kaarten. (71x62 cm). In half-linnen portfolio. De atlas bevat reproducties van het exemplaar in de Koninklijke Bibliotheek te Brussel. Deze uitgave heeft een begeleidend tekstboek met cartografische bijzonderheden over de bekende atlassen.
- Die Manuskriptatlanten Christian Sgrootens. Een Duitstalige uitgave met facsimiles in kleur van alle bekende manuscriptkaarten.

## Kaarten

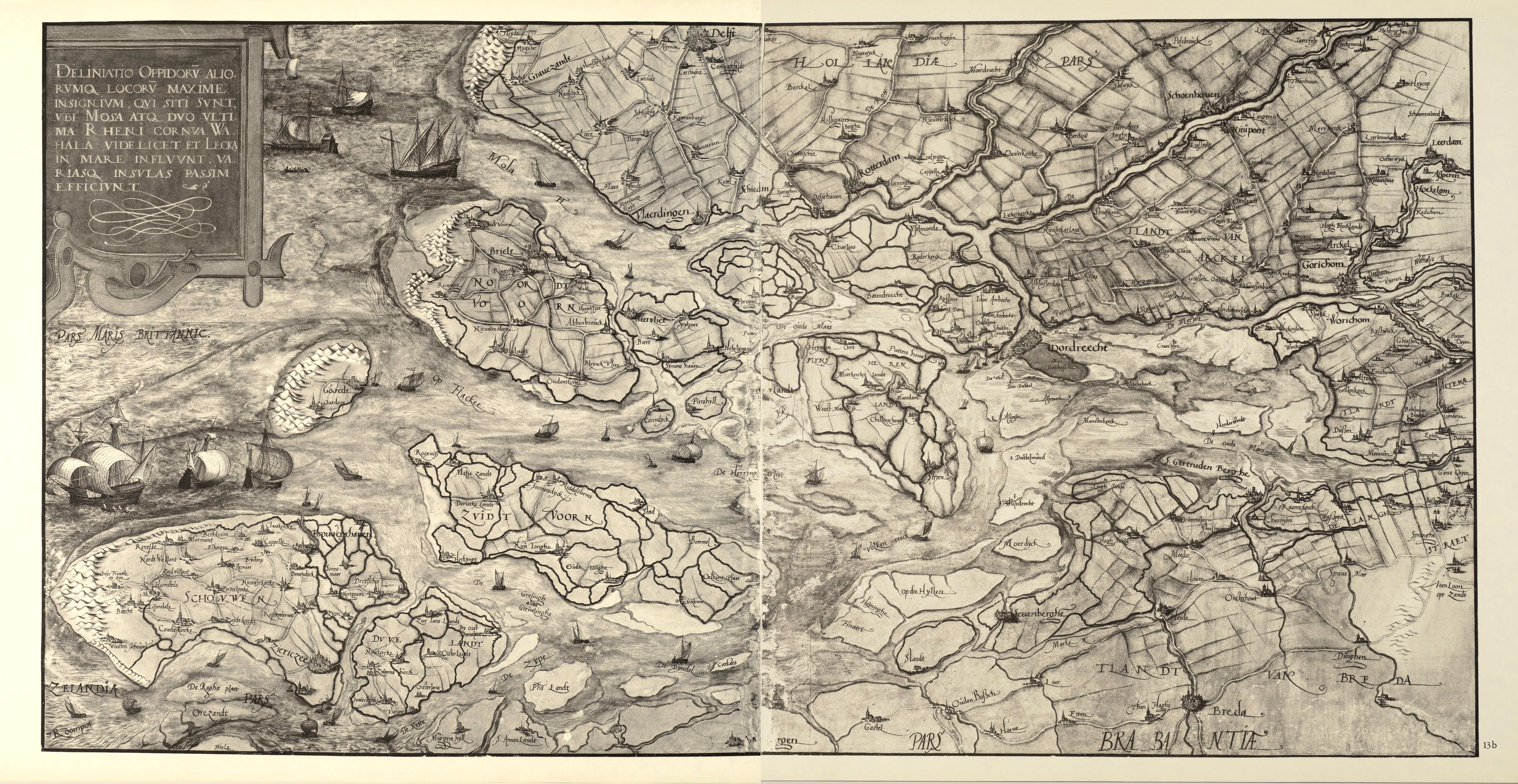
Zwart-wit reproductie van Effluxus Mosae et Duorum Cornuum Rheni in Mare Britannicu[m] 1570
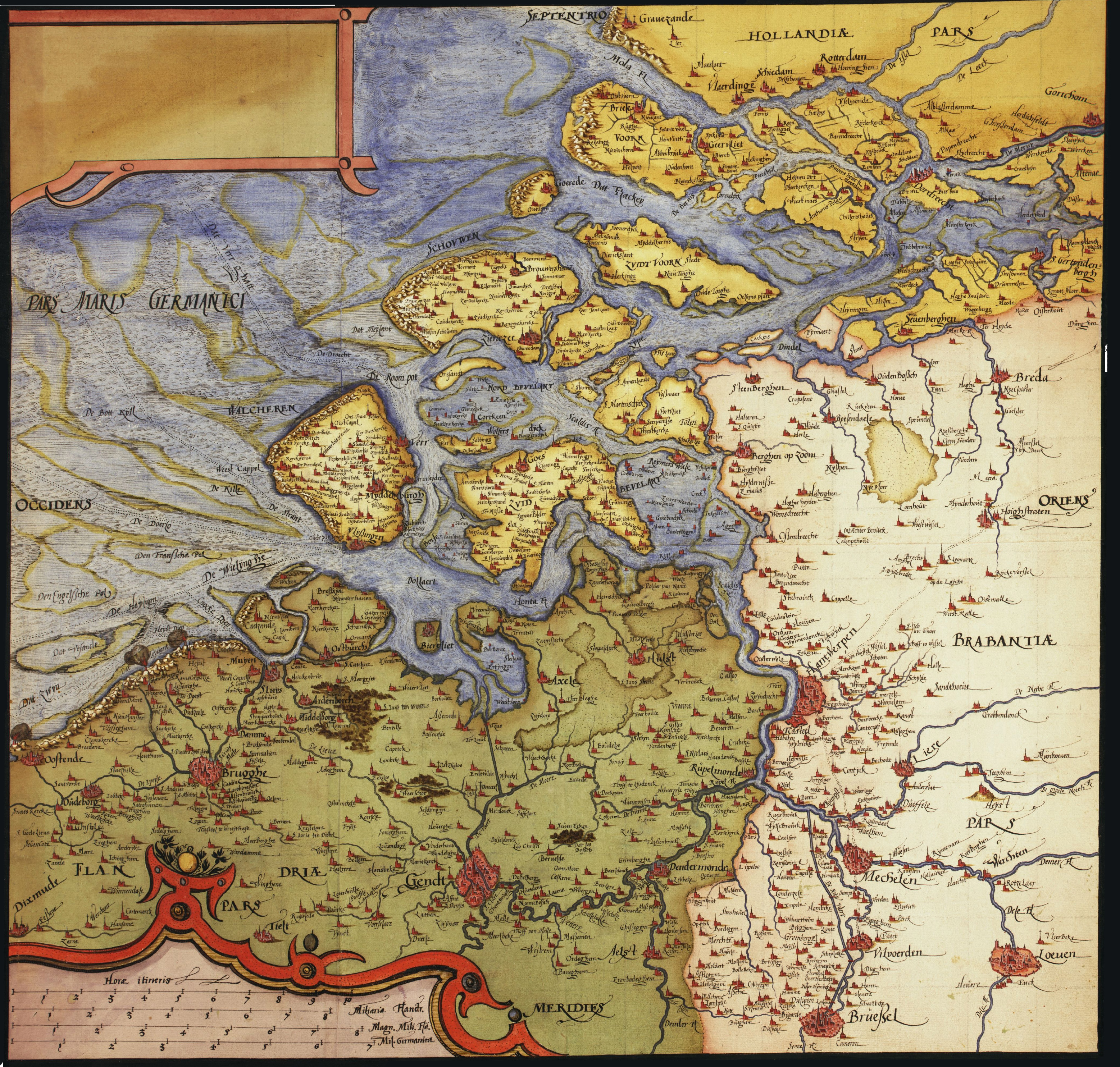
Zelandicarum Insularum Una Cum Limitibus Earum Descriptio 1573
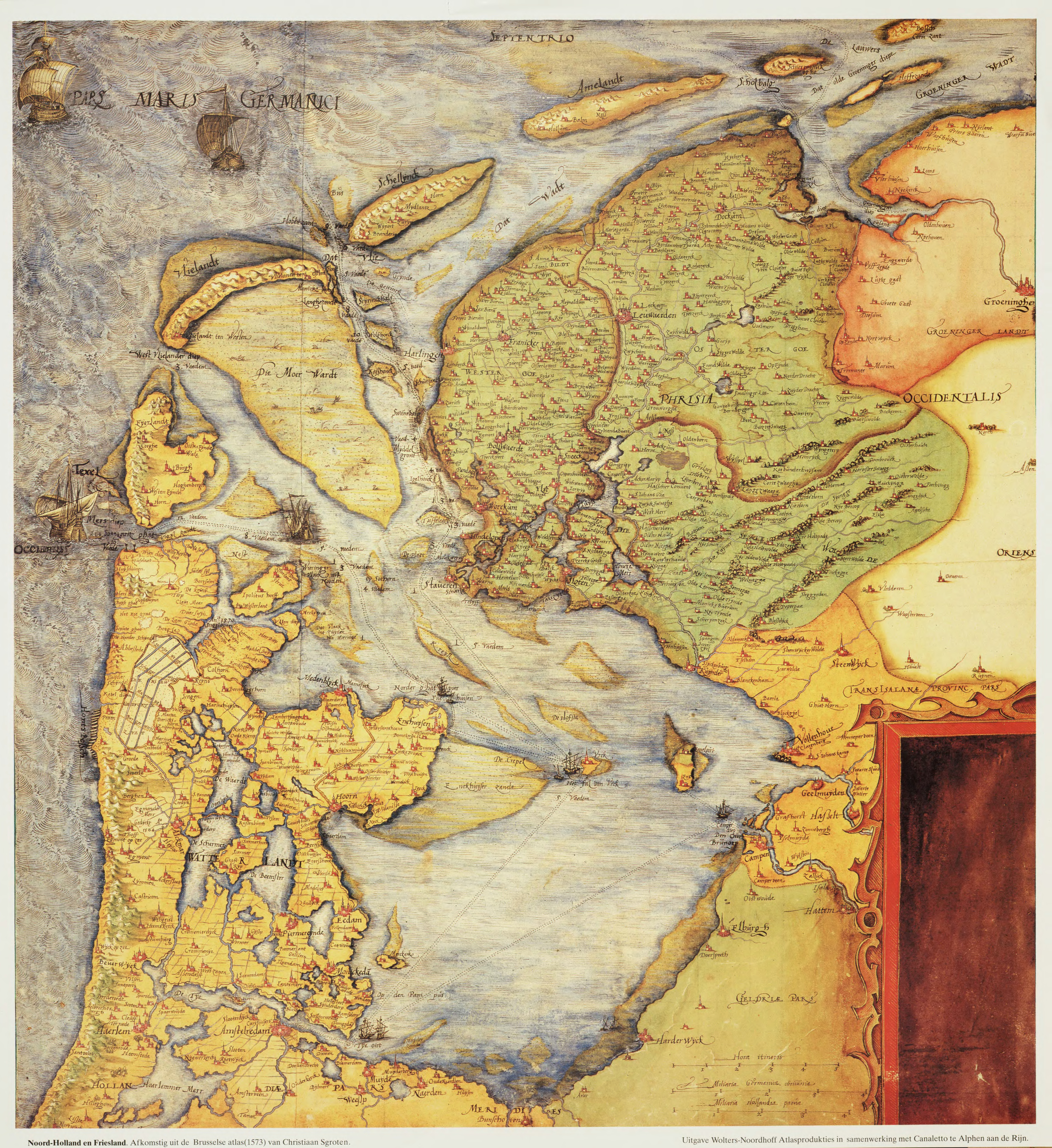
Delineatio Sinus Meridionalis Maris, Vulgo De Zuyder Zee; Phrisia occidentalis, et Watterlandia 1573
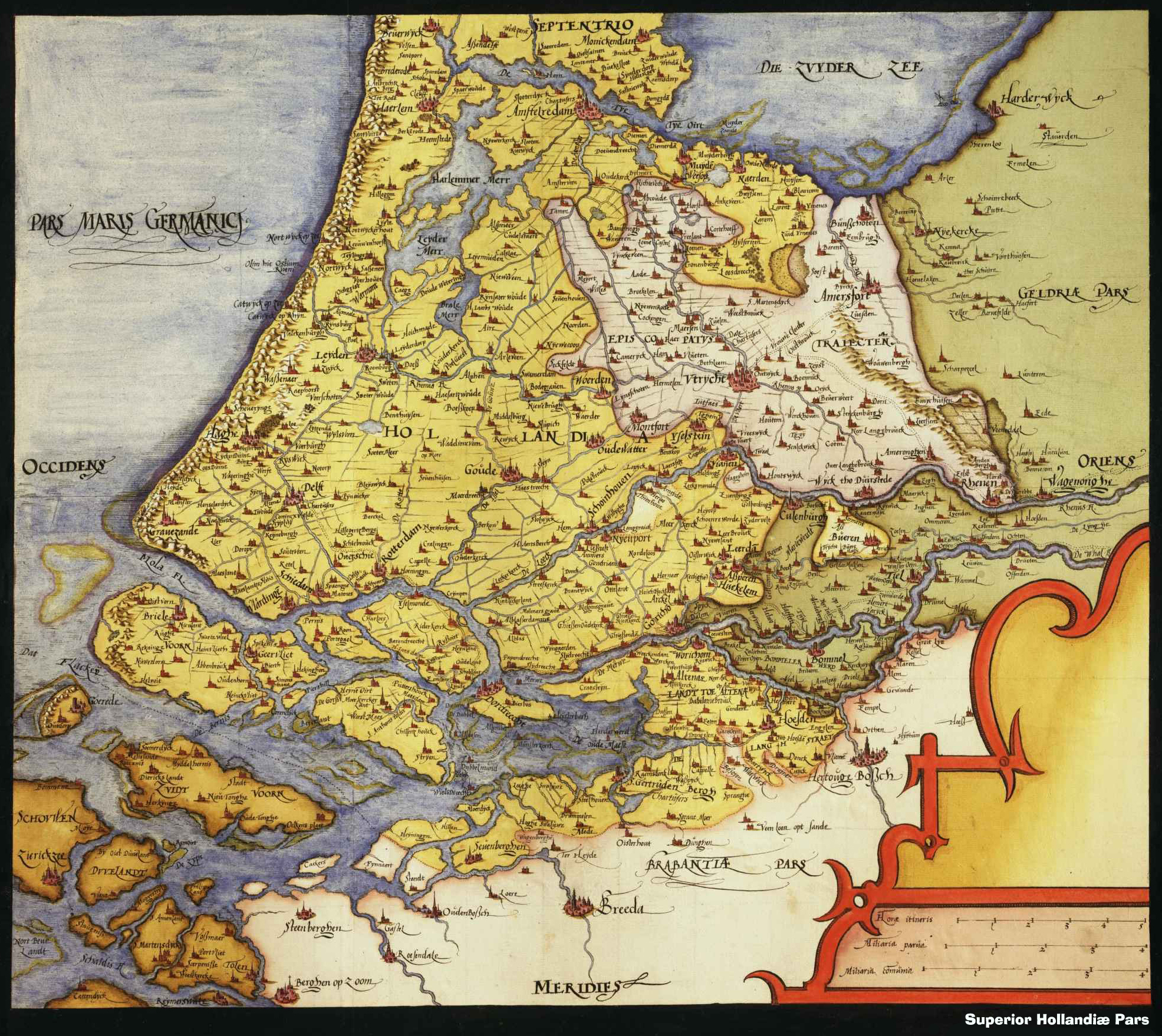
Superioris Hollandiae Pars, in qua Situs est Episcopatus 1573
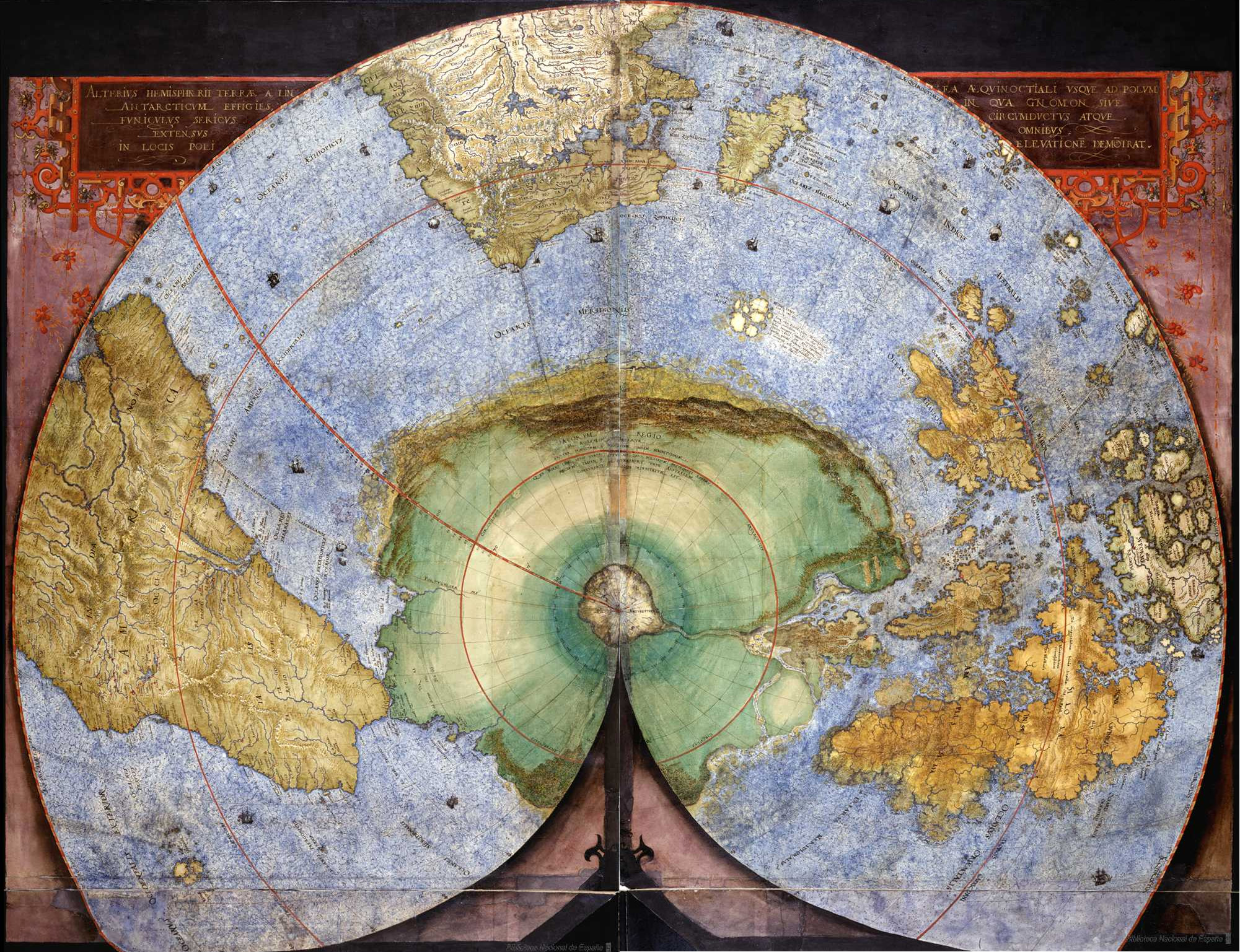
Hemisphaerium Meridionale 1592
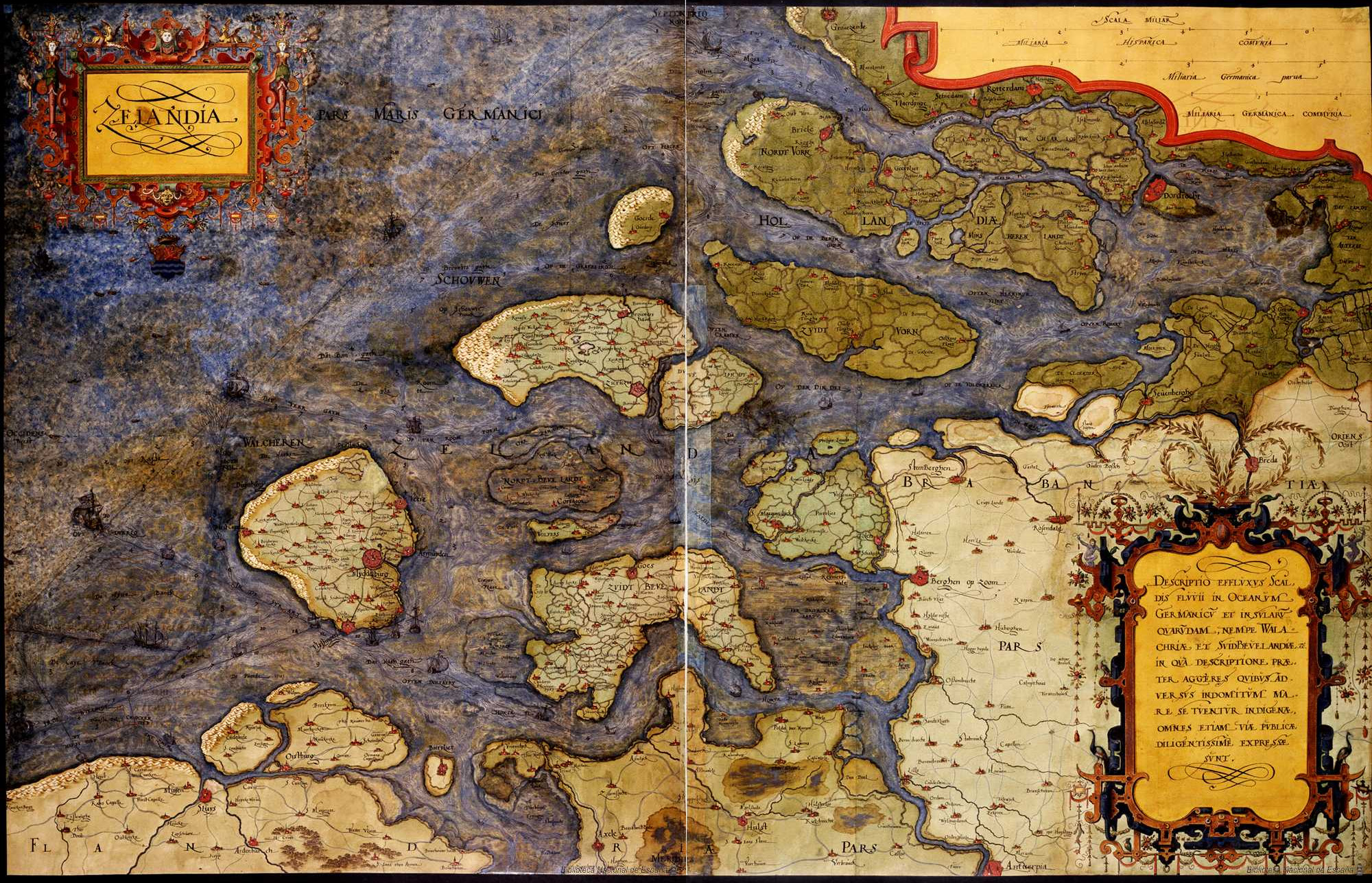
Ostendes Comitatus Zelandiae et Portuum Eius 1592

- Biblioteca Nacional de España: XX1482421
- Bibliothèque nationale de France: cb153703924 (data)
- Gemeinsame Normdatei: 130880027
- International Standard Name Identifier: 0000 0000 8021 1596
- Library of Congress Control Number: no2008112413
- Nationale Bibliotheek van Israël: 987007308091305171
- Nederlandse Thesaurus van Auteursnamen: 069786968
- RKD-Nederlands Instituut voor Kunstgeschiedenis: 414557
- Virtual International Authority File: 89443081
- WorldCat: E39PBJymyvY6VDkM9PkYqxtR8C